# Udinese Calcio 1993-1994
Questa voce raccoglie le informazioni riguardanti l'Udinese Calcio nelle competizioni ufficiali della stagione 1993-1994.

## Stagione
Nella stagione 1993-1994 l'Udinese disputa il massimo campionato, sulla panchina bianconera l'ex C.T. della nazionale Azeglio Vicini. Deve far fronte alle pesanti cessioni estive, Abel Balbo alla Roma, Francesco Dell'Anno all'Inter e Nestor Sensini al Parma. La squadra friulana mette in mostra una debole caratura, dopo cinque giornate ha un solo punto, viene allora richiamato sulla panchina Adriano Fedele, ma anche con lui la reazione è sterile, senza i frutti sperati. Al termine del girone di andata l'Udinese è penultimo con 11 punti. Nel girone di ritorno vengono raccolti 17 punti, ma non bastano per mantenere la categoria. Finisce sedicesima con 28 punti e retrocede in Serie B con il Lecce, l'Atalanta ed il Piacenza. Nella Coppa Italia la squadra bianconera supera nel primo turno la Salernitana, nel secondo turno il Lecce, nel terzo turno viene estromessa dall'Inter.

## Rosa
| N. |                    | Ruolo | Calciatore              |
| -- | ------------------ | ----- | ----------------------- |
|    | Italia (bandiera)  | P     | Graziano Battistini     |
|    | Italia (bandiera)  | P     | Massimiliano Caniato    |
|    | Italia (bandiera)  | P     | Alessandro Testaferrata |
|    | Italia (bandiera)  | D     | Alessandro Calori       |
|    | Polonia (bandiera) | D     | Marek Koźmiński         |
|    | Italia (bandiera)  | D     | Stefano Pellegrini      |
|    | Italia (bandiera)  | D     | Valerio Bertotto        |
|    | Italia (bandiera)  | D     | Stefano Rossini         |
|    | Italia (bandiera)  | D     | Vincenzo Montalbano     |
|    | Italia (bandiera)  | D     | Alessandro Pierini      |
|    | Italia (bandiera)  | D     | Fabio Petruzzi          |
|    | Italia (bandiera)  | D     | Luca Compagnon          |
|    | Italia (bandiera)  | C     | Francesco Statuto       |
|    | Italia (bandiera)  | C     | Stefano Desideri        |
|    | Italia (bandiera)  | C     | Jonathan Bachini        |
|    | Italia (bandiera)  | C     | Alessandro Manni        |

| N. |                      | Ruolo | Calciatore              |
| -- | -------------------- | ----- | ----------------------- |
|    | Italia (bandiera)    | C     | Cristian Mauro          |
|    | Italia (bandiera)    | C     | Nicola Trangoni         |
|    | Italia (bandiera)    | C     | Fabio Rossitto          |
|    | Italia (bandiera)    | C     | Fausto Pizzi            |
|    | Danimarca (bandiera) | C     | Thomas Helveg           |
|    | Italia (bandiera)    | C     | Oberdan Biagioni        |
|    | Italia (bandiera)    | C     | Michele Gelsi           |
|    | Argentina (bandiera) | C     | Néstor Sensini          |
|    | Polonia (bandiera)   | C     | Dariusz Adamczuk        |
|    | Italia (bandiera)    | C     | Manuel Marcuz           |
|    | Italia (bandiera)    | A     | Marco Branca (capitano) |
|    | Italia (bandiera)    | A     | Stefano Borgonovo       |
|    | Italia (bandiera)    | A     | Andrea Carnevale        |
|    | Italia (bandiera)    | A     | Willy Pittana           |
|    | Italia (bandiera)    | A     | Marco Delvecchio        |

## Risultati

### Serie A

#### Girone di andata
| Arbitro: | Amendolia (Messina) |

|  |           |           |
|  | Marcatori | 17’ Melli |

| Arbitro: | Racalbuto (Gallarate) |

|             |           |                        |
| Allegri 82’ | Marcatori | 45’ Branca 75’ Statuto |

| Udine 8 settembre 1993 3ª giornata | Udinese         | 0 – 0 referto | Roma | Stadio Friuli (18.929 spett.)\| Arbitro: \| Nicchi (Arezzo) \| |
| Arbitro:                           | Nicchi (Arezzo) |               |      |                                                                |

| Arbitro: | Dinelli (Lucca) |

|             |           |  |
| Silenzi 50’ | Marcatori |  |

| Arbitro: | Luci (Firenze) |

|  |           |                          |
|  | Marcatori | 54’ Platt 74’ R. Mancini |

| Arbitro: | Braschi (Prato) |

|                      |           |            |
| Altomare 12’ Bia 67’ | Marcatori | 40’ Branca |

| Arbitro: | Bazzoli (Merano) |

|                |           |            |
| Branca 58, 77’ | Marcatori | 84’ Biondo |

| Arbitro: | Fucci (Salerno) |

|             |           |            |
| Ekström 13’ | Marcatori | 42’ Branca |

| Arbitro: | Stafoggia (Pesaro) |

|  |           |                |
|  | Marcatori | 41’ Ruben Sosa |

| Arbitro: | Arena (Ercolano) |

|                        |           |            |
| Winter 17’ Signori 40’ | Marcatori | 60’ Branca |

| Arbitro: | Cardona (Milano) |

|  |           |                                                  |
|  | Marcatori | 6’ Skuhravy 17’ Nappi 19’ N. Caricola 64’ Ciocci |

| Piacenza 21 novembre 1993 12ª giornata | Piacenza                               | 0 – 0 referto | Udinese | Stadio Galleana (circa 10.000 spett.)\| Arbitro: \| Pellegrino (Barcellona Pozzo di Gotto) \| |
| Arbitro:                               | Pellegrino (Barcellona Pozzo di Gotto) |               |         |                                                                                               |

| Udine 28 novembre 1993 13ª giornata | Udinese         | 0 – 0 referto | Atalanta | Stadio Friuli (13.168 spett.)\| Arbitro: \| Fucci (Salerno) \| |
| Arbitro:                            | Fucci (Salerno) |               |          |                                                                |

| Arbitro: | Pairetto (Nichelino) |

|                     |           |                            |
| Roy 40’ Stroppa 60’ | Marcatori | 6’ Pizzi 79’ (rig.) Branca |

| Udine 6 gennaio 1994 15ª giornata | Udinese                     | 0 – 0 referto | Milan | Stadio Friuli (22.760 spett.)\| Arbitro: \| Cinciripini (Ascoli Piceno) \| |
| Arbitro:                          | Cinciripini (Ascoli Piceno) |               |       |                                                                            |

| Arbitro: | Brignoccoli (Ancona) |

|                  |           |                   |
| Giandebiaggi 16’ | Marcatori | 20’ (rig.) Branca |

| Arbitro: | Collina (Viareggio) |

|  |           |                                                      |
|  | Marcatori | 19 ’ Marocchi 49’ (aut.) S. Pellegrini 62’ R. Baggio |

#### Girone di ritorno
| Arbitro: | Stafoggia (Pesaro) |

|  |           |              |
|  | Marcatori | 33’ Bertotto |

| Arbitro: | Pairetto (Nichelino) |

|            |           |                 |
| Branca 32’ | Marcatori | 62’ Dely Valdés |

| Arbitro: | Pellegrino (Barcellona Pozzo di Gotto) |

|  |           |                      |
|  | Marcatori | 25’ Pizzi 38’ Branca |

| Arbitro: | Bolognino (Milano) |

|                   |           |                 |
| Branca 85’ (rig.) | Marcatori | 77’ Francescoli |

| Arbitro: | Rodomonti (Teramo) |

|                                                                            |           |                        |
| Platt 9’ Jugovic 20’ (rig.), 30’ R. Mancini 51’, 70’ (rig.) N. Amoruso 60’ | Marcatori | 52’ Pizzi 58’ Desideri |

| Arbitro: | Beschin (Legnago) |

|                           |           |             |
| Branca 64, 85’ Calori 66’ | Marcatori | 63’ Pecchia |

| Arbitro: | Bettin (Padova) |

|              |           |  |
| Padalino 72’ | Marcatori |  |

| Arbitro: | Cardona (Milano) |

|                                    |           |              |
| Branca 71’ (rig.) Pizzi 88’ (rig.) | Marcatori | 80’ Padovano |

| Arbitro: | Trentalange (Torino) |

|                |           |  |
| Ruben Sosa 53’ | Marcatori |  |

| Arbitro: | Braschi (Prato) |

|                                |           |                        |
| Borgonovo 23’ Pizzi 29’ (rig.) | Marcatori | 24’ Winter 38’ Signori |

| Arbitro: | Collina (Viareggio) |

|                                             |           |  |
| Skuhravy 40’ (rig.), 80’ (rig.) Onorati 86’ | Marcatori |  |

| Arbitro: | Ceccarini (Livorno) |

|                      |           |                               |
| Helveg 4’ Calori 81’ | Marcatori | 42’ (rig.) Papais 54’Ferrante |

| Arbitro: | Nicchi (Arezzo) |

|                         |           |               |
| G.Battistini 45’ (aut.) | Marcatori | 78’ Borgonovo |

| Arbitro: | Cinciripini (Ascoli Piceno) |

|                                      |           |  |
| Pizzi 8’ (rig.) Helveg 55’ Gelsi 71’ | Marcatori |  |

| Arbitro: | Luci (Firenze) |

|                      |           |                            |
| Boban 60’ Simone 70’ | Marcatori | 69’ Borgonovo 71’ Rossitto |

| Arbitro: | Pairetto (Nichelino) |

|                                |           |                                |
| Borgonovo 14, 47’ Rossitto 24’ | Marcatori | 67’ Pedroni 80, 84’ A. Tentoni |

| Arbitro: | Ceccarini (Livorno) |

|            |           |  |
| Vialli 44’ | Marcatori |  |

### Coppa Italia

#### Turni preliminari
| Arbitro: | Bolognino (Milano) |

|            |           |                         |
| Pisano 38’ | Marcatori | 44’ Desideri 70’ Branca |

| Arbitro: | Cinciripini (Ascoli Piceno) |

|                        |           |  |
| Pittana 61’ Branca 78’ | Marcatori |  |

| Arbitro: | Amendolia (Messina) |

|                                                  |           |                          |
| O. Russo 50’ Melchiori 69’ Ceramicola 80’ (rig.) | Marcatori | 37’ Pittana 40’ Biagioni |

| Udine 1º dicembre 1993 3º turno - andata | Udinese         | 0 – 0 | Inter | Stadio Friuli (3.240 spett.)\| Arbitro: \| Nicchi (Arezzo) \| |
| Arbitro:                                 | Nicchi (Arezzo) |       |       |                                                               |

| Arbitro: | Rosica (Roma) |

|                                    |           |           |
| D. Fontolan 7’ Bergkamp 74’ (rig.) | Marcatori | 40’ Gelsi |